# بخش اودسکی
بخش اودسکی (به لاتین: Odessky District) یک منطقهٔ مسکونی در روسیه است که در استان اومسک واقع شده‌است.